# Pozitron
Pozitronul este antiparticula asociată electronului, în fizica nucleară un pozitron este numit și antielectron. Pozitronul are sarcina electrică +1 și spinul 1/2 și are aceeași masă ca a unui electron. Când un pozitron cu o energie redusă ciocnește un electron de joasă energie, are loc procesul de anihilare electron-antielectron, generându-se doi fotoni din spectrul radiațiilor gamma. Acest proces are loc conform principiului echivalenței masă-energie al lui Albert Einstein.
Pozitronii pot fi generați de emisia pozitronilor din dezintegrare radioactivă (o interacțiune slabă) sau prin producerea perechilor de către un foton cu suficientă energie.
Existența pozitronilor a fost prima dată postulată de către Paul Dirac în 1928, ca o consecință a ecuației Dirac. În 1932 pozitronii au fost descoperiți de către Carl D. Anderson, cel care a și botezat această particulă. Pozitronul a fost descoperit prin trecerea de radiații cosmice prin "camera cu ceață".
Astăzi, pozitronii creați prin dezintegrare radioactivă, sunt folosiți în tomografia cu emisie de pozitroni(TEP), în spitale și în laboratoare, fiind folosiți la experimentele de ciocnire electron-pozitron. În cazul TEP, pozitronul arată suprafețele de activitate din creierul uman.